# Французская новая волна
Французская новая волна (фр. Nouvelle Vague) — направление в кинематографе Франции конца 1950-х и 1960-х годов. Одним из его главных отличий от преобладавших тогда коммерческих фильмов был отказ от устоявшегося и уже исчерпавшего себя стиля съёмки и от предсказуемости повествования. Представителями новой волны стали, прежде всего, молодые режиссёры, ранее имевшие опыт работы кинокритиками или журналистами. Они были против далёких от реальности коммерческих фильмов и нередко прибегали в кинематографе к экспериментам и радикальным для того времени приёмам.
Термин «Новая волна» впервые появился в эссе журналистки Франсуазы Жиру в 1958 году по отношению к молодёжи, но позже стал обозначать обновление во французском кино.

## Развитие
Одни из самых известных основоположников стиля — Франсуа Трюффо, Жан-Люк Годар, Эрик Ромер, Клод Шаброль, Жак Риветт — работали кинокритиками на созданный Андре Базеном и его соратниками влиятельный французский журнал Cahiers du cinéma и восхваляли фильмы таких режиссёров, как Жан Ренуар, Жан Виго, Джон Форд, Альфред Хичкок, Говард Хоукс и Николас Рэй. Посредством критики и интерпретаций пионеры французской новой волны заложили фундамент для концептов, которые позже (в 1970-х) были объединены в кинематографическую теорию под названием «Теория авторского кино». Согласно этой теории, режиссёр должен быть автором фильма и принимать участие во всех этапах производства фильма, чтобы выработать свой собственный стиль. Таким образом, фильмы должны стать более индивидуальными и не подвергаться оценке по отдельности, но в свете всех работ режиссёра в целом.
Началом французской новой волны было, в некоторой степени, упражнение кинокритиков из журнала Cahiers du cinéma в воплощении их философии и теорий в действительность, путём создания собственных фильмов. «Красавчик Серж» Клода Шаброля (1958) считается первым фильмом новой волны. Франсуа Трюффо (с фильмом «Четыреста ударов», {1959) и Жан-Люк Годар (с фильмом «На последнем дыхании», 1960) имели неожиданный большой международный успех с точки зрения как критики, так и финансов. Это обратило внимание мировой общественности на происходящее во французской новой волне и позволило движению бурно развиваться.
Среди прочих режиссёров, работавших в то же время, но не обязательно напрямую связанных с новой волной, были Луи Маль (1932—1995), Ален Рене (1922—2014), Аньес Варда (1928—2019) и Жак Деми (1931—1990).

## Влияние
Инновации французской новой волны проникли в схожие направления в кинематографах Европы, Японии и США.
В частности, новая волна оказала влияние на следующее поколение независимых американских режиссёров конца 1960-х и начала 1970-х годов (т. н. New Hollywood: Коппола, Де Пальма, Полански, Скорсезе) и позже на некоторых концептуальных режиссёров США, Канады и Европы, среди которых Вим Вендерс, Джим Джармуш, Квентин Тарантино, Камерон Кроу, Франсуа Озон, Уэс Андерсон, Бернардо Бертолуччи и Ксавье Долан. Тарантино посвятил фильм «Бешеные псы» (1992) Годару, а также назвал свою кинокомпанию A Band Apart (игра слов с названием фильма Годара Bande à Part).

## Основные фигуры французской новой волны
Список режиссёров, актёров и других участников новой волны.

### Режиссёры Cahiers du cinéma
- Клод Шаброль
- Жан-Люк Годар
- Жак Риветт
- Эрик Ромер
- Франсуа Трюффо

### Режиссёры Левого берега
- Ален Рене
- Жак Деми
- Аньес Варда
- Крис Маркер
- Анри Кольпи

### Другие режиссёры, связанные с движением
- Александр Астрюк
- Жак Дониоль-Валькроз
- Жан Душе
- Маргерит Дюрас
- Жан Эсташ
- Жорж Франжю
- Филипп Гаррель
- Пьер Каст
- Уильям Кляйн
- Луи Маль
- Жан-Пьер Мельвилль
- Люк Мулле
- Ален Роб-Грийе
- Жан Руш
- Жак Розье
- Штрауб и Юйе
- Роже Вадим

### Другие участники
- Рауль Кутар — оператор
- Анри Декаэ — оператор
- Жорж Делерю — композитор
- Поль Жего — сценарист
- Мишель Легран — композитор
- Марилу Паролини — фотограф, сценарист
- Сюзанна Шиффман — сценарист

### Актёры и актрисы
- Жанна Моро
- Жан-Поль Бельмондо
- Бриджит Бардо
- Катрин Денёв
- Анна Карина
- Жан-Пьер Лео
- Жан-Клод Бриали
- Джин Сиберг
- Шарль Азнавур
- Анн Вяземски
- Анук Эме
- Жерар Блен
- Жак Шарье
- Франсуаза Дорлеак
- Стефан Одран
- Бернадетт Лафон
- Клод Жад
- Морис Роне
- Дельфин Сейриг
- Сами Фрей
- Жан-Луи Трентиньян
- Гойа Шанталь
- Жюльет Майниель

### Теоретические влияния
- Александр Астрюк
- Андре Базен
- Робер Брессон
- Анри Ланглуа
- Роджер Ленхардт

### Теоретические последователи
- Джонатан Розенбаум
- Эндрю Саррис

## Список значимых фильмов
- 1958 — Красавчик Серж (реж. Клод Шаброль)
- 1958 — Любовники (реж. Луи Маль)
- 1959 — Кузены (реж. Клод Шаброль)
- 1959 — Хиросима, любовь моя (реж. Ален Рене)
- 1959 — Четыреста ударов (реж. Франсуа Трюффо)
- 1960 — Маленький солдат (реж. Жан-Люк Годар)
- 1960 — Милашки (реж. Клод Шаброль)
- 1960 — На последнем дыхании (реж. Жан-Люк Годар)
- 1960 — Стреляйте в пианиста (реж. Франсуа Трюффо)
- 1962 — В прошлом году в Мариенбаде (реж. Ален Рене)
- 1962 — Жить своей жизнью (реж. Жан-Люк Годар)
- 1962 — Жюль и Джим (реж. Франсуа Трюффо)
- 1962 — Клео от 5 до 7 (реж. Аньес Варда)
- 1963 — Блуждающий огонёк (реж. Луи Маль)
- 1963 — Презрение (реж. Жан-Люк Годар)
- 1964 — Нежная кожа (реж. Франсуа Трюффо)
- 1964 — Банда аутсайдеров (реж. Жан-Люк Годар)
- 1965 — Альфавиль (реж. Жан-Люк Годар)
- 1965 — Безумный Пьеро (реж. Жан-Люк Годар)
- 1965 — Мужское — женское (реж. Жан-Люк Годар)
- 1965 — Париж глазами… (реж. Эрик Ромер, Жан-Люк Годар, Клод Шаброль, Жан Душе, Жан Руш, Жан-Даниэль Поле)
- 1967 — Далеко от Вьетнама (реж. Йорис Ивенс, Уильям Кляйн, Клод Лелуш, Аньес Варда, Жан-Люк Годар, Крис Маркер, Ален Рене)